# Messier 24
Messier 24 (znana również jako M24, IC 4715, Delle Caustiche lub Chmura gwiazd Strzelca) – chmura gwiazd w konstelacji Strzelca. Została odkryta w 1764 roku przez Charles’a Messiera.
M24 nie jest jednolitym obiektem – to raczej grupa różnych obiektów, lub po prostu fragment Drogi Mlecznej (dokładniej – Ramienia Strzelca), wyróżniający się w swym otoczeniu nieco większą jasnością (około 3,5 magnitudo).
M24 znajduje się w odległości trochę ponad 10 tysięcy lat świetlnych od Ziemi i ciągnie się jeszcze 6 tysięcy lat świetlnych w głąb. Zajmuje na niebie spory obszar o średnicy 1,5° (około 600 lat świetlnych).
W bliskich okolicach M24, czy nawet wewnątrz, znajduje się sporo innych ciekawych obiektów (również kilka z katalogu Messiera), w tym dwie duże ciemne mgławice – Barnard 92 oraz Barnard 93.
Jest tam też historycznie ciekawy obiekt, NGC 6603, o jasności 11m i szerokości 5 minut. Niektóre źródła nieprawidłowo identyfikują M24 z NGC 6603, mimo że Messier jawnie podał jasność i wymiary swojego M24, dodatkowo opisując go jako wielką mgławicę z wieloma gwiazdami o różnych jasnościach.